# ガブリエル・オーギュスト・ドブレ
ガブリエル・オーギュスト・ドブレ（Gabriel Auguste Daubrée、1814年6月25日 - 1896年5月29日）は、フランスの地質学者である。

## 生涯
メスで生まれた。エコール・ポリテクニークで学んだ。20歳の時に鉱山技師の資格をもち1838年にアルザスのバ＝ラン県の鉱山で働いた後、ストラスブール大学の鉱物学、地質学の教授となった。1859年にパリの国立自然史博物館の鉱物部門の主任となり、1861年に地質学教授となった。同時にフランス科学アカデミーの会員に選ばれた。1862年からは国立鉱山学校 (Ecole des Mines) の地質学教授、1872年には国立鉱山学校の学長となった。
ある種のスズ鉱石の起源に興味をもち1841年に研究論文を発表した。1852年には鉄鉱石 (bog iron) の形成について研究し、バ＝ラン県の詳細な地質図を作成した。鉱物や岩石の人工的な製造などの実験的な実験を続けたことで知られる。岩石の透水性について研究し、火山活動への影響を論じた。変成作用、地殻の変形、地震、隕石の成分の分析や分類の研究も行った。硫化鉱物ダウブリール石の名前の由来となった。
1880年にロンドンの地質学会からウォラストン・メダルを受賞した。